# Мумия (фильм, 1959)
«Мумия» (англ. The Mummy, иное название Проклятье фараонов) — британский фильм ужасов 1959 года режиссёра Теренса Фишера, ремейк фильма «Гробница мумии» 1942 года (а не «Рука мумии», как ошибочно полагают многие; таким образом, картина Фишера является, по сути, «ремейком сиквела»). Премьера фильма состоялась 25 сентября 1959 года. Фильм входит в классическую серию фильмов ужасов студии Hammer.

## Сюжет
В Египте в 1895 году археолог Джон Баннинг, его отец Стивен и дядя Джозеф Вемпл ведут поиски гробницы принцессы Ананки, верховной жрицы бога Карнака. У Джона сломана нога, и он не может сопровождать отца и дядю при вскрытии гробницы. Египтянин по имени Мехмет-бей предупреждает их не входить, чтобы они не столкнулись со смертельным проклятием, направленным против осквернителей. Стивен и Джозеф игнорируют его и обнаруживают внутри саркофаг с телом Ананки. После того, как Джозеф уходит, чтобы сообщить Джону хорошие новости, Стивен находит Свиток Жизни и читает его. Снаружи члены археологической команды слышат его крики, врываются в гробницу и находят Стивена в кататоническом состоянии.
Три года спустя, вернувшись в Англию, Стивен Баннинг выходит из состояния кататонии в Энгерфилдском доме престарелых для душевнобольных и посылает за своим сыном. Он рассказывает ему, что, читая Свиток Жизни, он нечаянно вернул к жизни Хариса, мумифицированного верховного жреца Карнака. Харис был приговорен к погребению заживо, чтобы служить стражем гробницы принцессы Ананки: Харис тайно любил принцессу и пытался вернуть ее к жизни после ее смерти; когда его обнаружили, вечная жизнь и мумификация стали его наказанием. Теперь Стивен говорит своему неверующему сыну, что Харис выследит и убьет всех, кто осквернил гробницу Ананки.
Тем временем Мехмет-бей, преданный поклонник Карнака, приезжает в Энгерфилд под псевдонимом Мехмет Аткил, чтобы отомстить Баннингам. Он нанимает пару пьяных возчиков, Пэта и Майка, чтобы те доставили спящего Хариса в ящике в его арендованный дом, но из-за того, что они сели за руль в нетрезвом виде, ящик с Харисом падает в болото и тонет. Позже, используя Свиток Жизни, Мехемет призывает Хариса подняться из болота, а затем посылает его убить Стивена Баннинга. Когда на следующую ночь Харис убивает Джозефа Вемпла, Джон становится свидетелем этого. Он стреляет в Хариса из револьвера с близкого расстояния, но безрезультатно.
Инспектору полиции Малруни поручено раскрыть убийства, но, поскольку он настроен скептически и оперирует только «холодными, неопровержимыми фактами», он не верит невероятной истории Джона о мумии-убийце, даже когда Джон говорит ему, что он, вероятно, станет третьей жертвой Хариса. Пока Малруни расследует это дело, Джон замечает, что его жена Изобель удивительно похожа на принцессу Ананку. Собирая свидетельства других людей в округе, Малруни постепенно начинает сомневаться в том, что мумия настоящая.
Мехмет-бей посылает мумию в дом Баннингов, чтобы убить свою последнюю жертву. Однако, когда Изобель бросается на помощь мужу, Харис замечает ее, отпускает Джона и уходит. Мехмет-бей ошибочно полагает, что Харис выполнил свою задачу, и готовится вернуться в Египет. Джон, подозревая, что Мехмет-бей является тем, кто контролирует мумию, наносит ему визит, к большому удивлению последнего.
После ухода Джона Мехмет-бей заставляет Хариса совершить второе покушение на жизнь Джона. Мумия сбивает Малруни с ног, в то время как Мехмет-бей расправляется с другим полицейским, охраняющим дом. Харис находит Джона в его кабинете и начинает душить его. Встревоженная криками Джона, Изобель бежит в дом без Малруни; сначала мумия не узнает ее, но Джон велит ей распустить волосы, и мумия отпускает Джона. Когда Мехмет приказывает Харису убить Изобель, тот отказывается; Мехмет пытается убить Изобель сам, но вместо этого Харис убивает его самого. Мумия уносит бесчувственную Изобель в болото, за ней следуют Джон, Малруни и другие полицейские. Джон криком зовет Изобель; когда она приходит в сознание, она приказывает Харису опустить ее на землю. Мумия неохотно подчиняется. Когда Изобель отходит от него, полицейские открывают огонь, в результате чего Харис тонет в трясине, забрав с собой Свиток Жизни.

## В ролях
| Актёр/Актриса   | Роль                               |
| --------------- | ---------------------------------- |
| Питер Кушинг    | Джон Баннинг                       |
| Кристофер Ли    | Харис                              |
| Ивонн Фурно     | Изобель Баннинг / принцесса Ананка |
| Эдди Бёрн       | инспектор Малруни                  |
| Феликс Эйлмер   | Стивен Баннинг                     |
| Реймонд Хантли  | Джозеф Вемпл                       |
| Джордж Пастелл  | Мехмет Бей                         |
| Джордж Вудбридж | Блейк                              |
| Гарольд Гудвин  | Пэт                                |
| Денис Шо        | Майк                               |

## Производство
Съёмки проходили на студии Bray Studios в Беркшире. Первоначально сцены отрезания языка Хариса и его гибели от выстрела из дробовика были более жестокими, но они были отредактированы британской цензурой.

## Мумия в ряде классических циклов
Данный фильм является первым в ряде цикла фильмов о мумии, включающий в себя последовавшие Проклятие гробницы мумии 1964 года, Саван мумии (1966) и Кровь из гробницы мумии (1971). Данный цикл был менее успешным по сравнению с иными циклами классической серии фильмов ужасов студии Hammer. Также история об оживлении мумии подверглась минимальным изменениям, по сравнению с теми же циклами.
До серии фильмов ужасов студии Hammer история об ожившей мумии также активно развивалась в рамках классической серии фильмов ужасов студии Universal, у которой и были выкуплены права на продолжение этой серии с участием мумии. В рамках этой серии, до выхода данного фильма, было выпущено 6 фильмов.